# 神官王像
神官王像 (英語: Priest-King) は、1925年から26年にかけて、パキスタンのシンド州にある青銅器時代の古代都市、モヘンジョダロの発掘中に発見された胸像である。
この像はインダス文明における「最も有名な石の彫刻」とされており、モヘンジョダロが存在した時代の後期、おそらく紀元前2000年から1900年頃に作られたと考えられている。現在はパキスタン国立博物館に収蔵されている。博物学者のマティエとランバーグ・カルロフスキーは「この像の作者は、写実主義な詳細と様式化されたフォルムを組み合わせて、実際よりもはるかに大きく見える強力なイメージを実現している」と評価している 。彫刻は不完全な部分があり、おそらく未完成である。像の高さは17.5センチメートル (6.9 in)で、頭に飾りをつけ、ひげを生やした男性を表している。髪はまっすぐに梳かされ、腕章と、穴のある三つ葉模様のマント、赤の痕跡を示す腕輪を身に着けている。また目の部分にはもともと宝石が嵌め込まれていた可能性がある。
現在、神官王（Priest-King）という名前で一般に知られているものの、この像が神官、あるいは王を模したものであると判断し得る根拠は全くない。発掘調査を主導したアーネスト・J・H・マッケイは、この像は「司祭」を表しているのではないかと推測した。当時の考古学調査の責任者であるジョン・マーシャル卿は「王の司祭」であろうと考え、その後継者であるモーティマー・ウィーラー卿が「神官王（Priest-King）」という名称を採用した 。パキスタン国立博物館に展示されているものはレプリカで、オリジナルは厳重に保管されている。

## 発掘と歴史

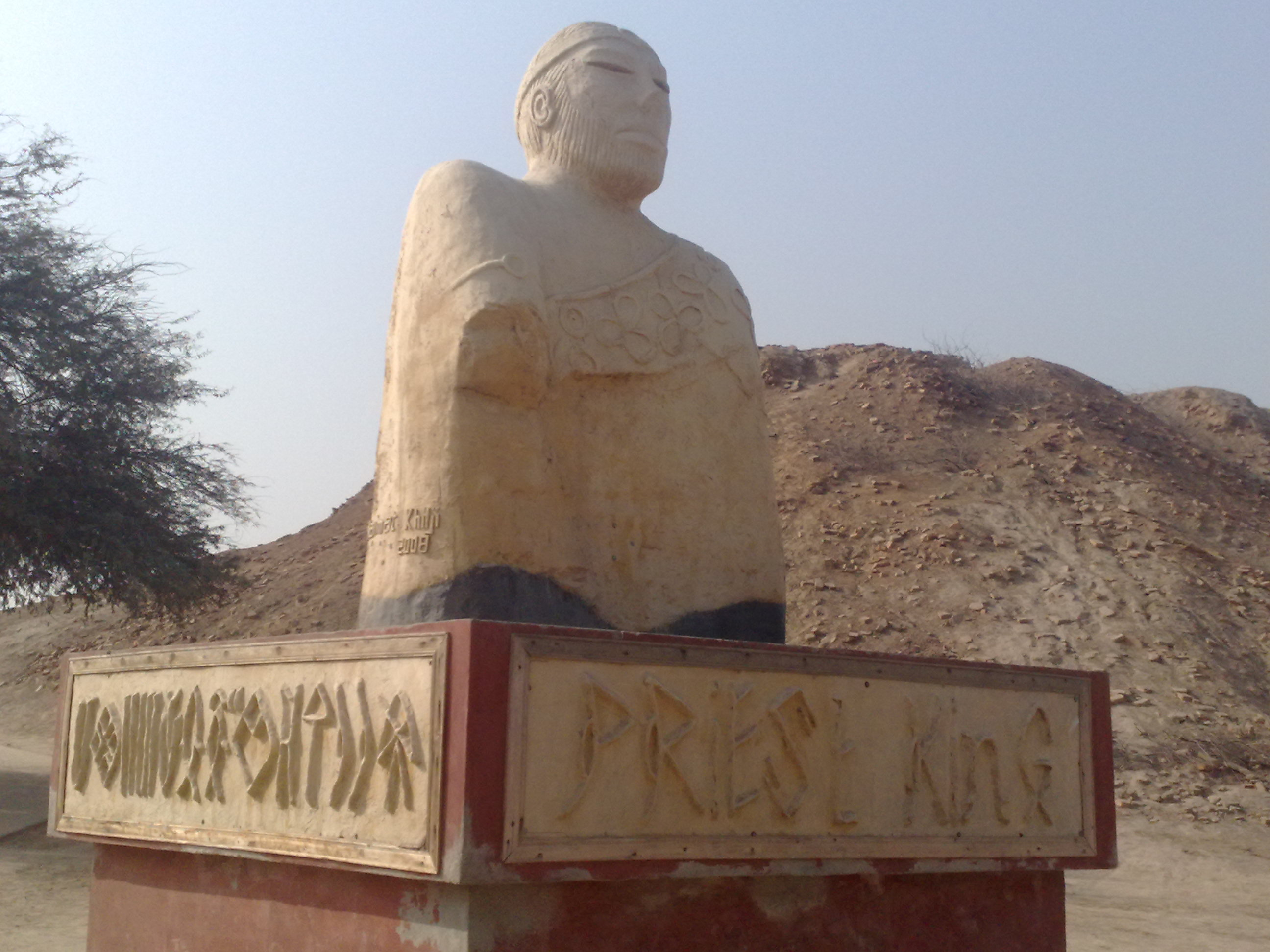
神官王像の巨大なレプリカ

この胸像は考古学者のカシナス・ナラヤン・ディクシットによって、モヘンジョダロ遺跡の「DK B」と呼ばれている区域の地中1.37メートルで発見された。発見された場所は、小さい平行の壁が設置されていたと思われ、おそらく浴場かサウナのための暖房施設であったと推測されている。これはこの胸像の本来あった場所であったとは考えづらく、おそらく都市が崩壊した後にこの場所に入り込んだと推測されている。
モヘンジョダロからの発見物は、最初はラホール博物館に送られたが、その後イギリス領インドの首都であったニューデリーとASIの本部に移され、当時計画されていた中央帝国博物館に展示される予定であった。最終的に、中央帝国博物館は1947年のインド・パキスタン分離独立後、インド国立博物館として設立された。新たに発足したパキスタン当局は、当時発見されたインダス文明の遺産のほぼ全てはモヘンジョダロをはじめとするパキスタン領内の遺跡から発掘されたものであることを理由に、その返還を要求した。この像は最終的に1972年にパキスタンとインドの間で締結されたシムラー協定によってインドからパキスタンに返還された。パキスタンの考古学者によると、当時この協定を結んだガンディーは、神官王像と並んでインダス文明を代表する彫像である『踊る少女』の両方を返すことを拒否し、どちらか一つのみを返却の対象とするよう交渉したとされる。